# Операција Фамос
Операција Фамос је била војна операција Армије Републике Босне и Херцеговине, односно 4. Витешке моторизоване бригаде против Војске Републике Српске на фабрику ФАМОС и околне улице, са циљем да заузму Грлицу, преостали дио Храснице под српском контролом и да се пробију до Војковића. Напад је био одбијен а АРБиХ је имала 27 погинулих бораца.

## Ток битке
Храсница је била подељена на страну који контролише ВРС и АРБиХ. Источно од основне школе и ФК терена је била под контролом ВРС, а западна страна била под АРБиХ.
Припадници Четврте витешке моторизоване бригаде напали су положаје ВРС 4. августа 1992. године и борили се за фабрику "ФАМОС" и улице које су се налазе поред ње. Арканова гарда је брзо реаговала и зауставља муслиманску офанзиву. Битка је резултирала побједом ВРС и Српске добровољачке гарде. Када је се АРБиХ повукла из источне Храснице, припадници Четврте витешке моторизоване бригаде (АРБиХ) имали су 27 погинулих и 17 рањених војника. Као одговор на овај напад, ВРС је гранатирала куће у улици Зије Крајине и околне улице.